# Mysidia neoasinella
Mysidia neoasinella är en insektsart som beskrevs av Broomfield 1985. Mysidia neoasinella ingår i släktet Mysidia och familjen Derbidae. Inga underarter finns listade i Catalogue of Life.